# Drusus Julius Caesar
Drusus Julius Caesar (7 - 33) was een zoon van Germanicus en Agrippina de Oudere.
Hij huwde Aemilia Lepida III – dochter van Marcus Aemilius Lepidus - wiens achterneef hij was. Gedurende hun huwelijk hebben ze beiden lasterpraatjes over elkaar verkocht.
Zijn grootouders aan vaders kant waren Nero Claudius Drusus en Antonia Minor. Zijn grootouders aan moeders zijde waren Marcus Vipsanius Agrippa en Julia Caesaris maior. Hij was geadopteerd door zijn grootoom Tiberius nadat Tiberius' eigen zoon Drusus Julius Caesar was gestorven. Drusus Julius Caesar werd later beschuldigd van samenzwering tegen Tiberius en werd gevangengenomen in 32, samen met zijn moeder. Hij stierf in de gevangenis in 33 van de honger.
Hij had vier broers (Tiberius en Gaius Julius Caesar, die jong stierven; Nero, en Caligula) en drie zusters (Julia Livilla, Julia Drusilla en Agrippina minor).